# Puma (Automarke)

Puma-Logo

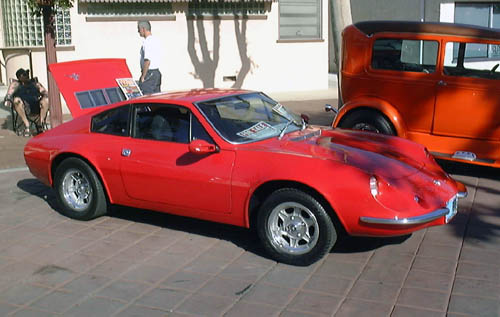
Puma GT 1600 auf VW-Basis

Puma war eine brasilianische Automarke. Die Fahrzeuge entstanden ursprünglich auf DKW-Vemag-Basis, wechselten nach dem Niedergang dieser Marke zu Technik von Volkswagen do Brasil und wurden in ihrer Endphase aus Bauteilen von General Motors hergestellt. Es gab rund 20 verschiedene Modelle, die in ihrer Grundkonstruktion alle auf einem zentralen Rohrrahmen mit GFK-Karosserie basierten.
Im erfolgreichsten Produktionsjahr 1979 entstanden 3595 Pumas (GM-basiert). Insgesamt wurden rund 22.000 Fahrzeuge gebaut. 1995 erwarb Ford die Rechte an der Marke Puma und nutzte den Namen von 1997 bis 2002 für den Ford Puma, wie auch später für den Ford Puma ’20, und für das Rallye-Fahrzeug Ford Puma Rally1.

## Entstehung der Marke

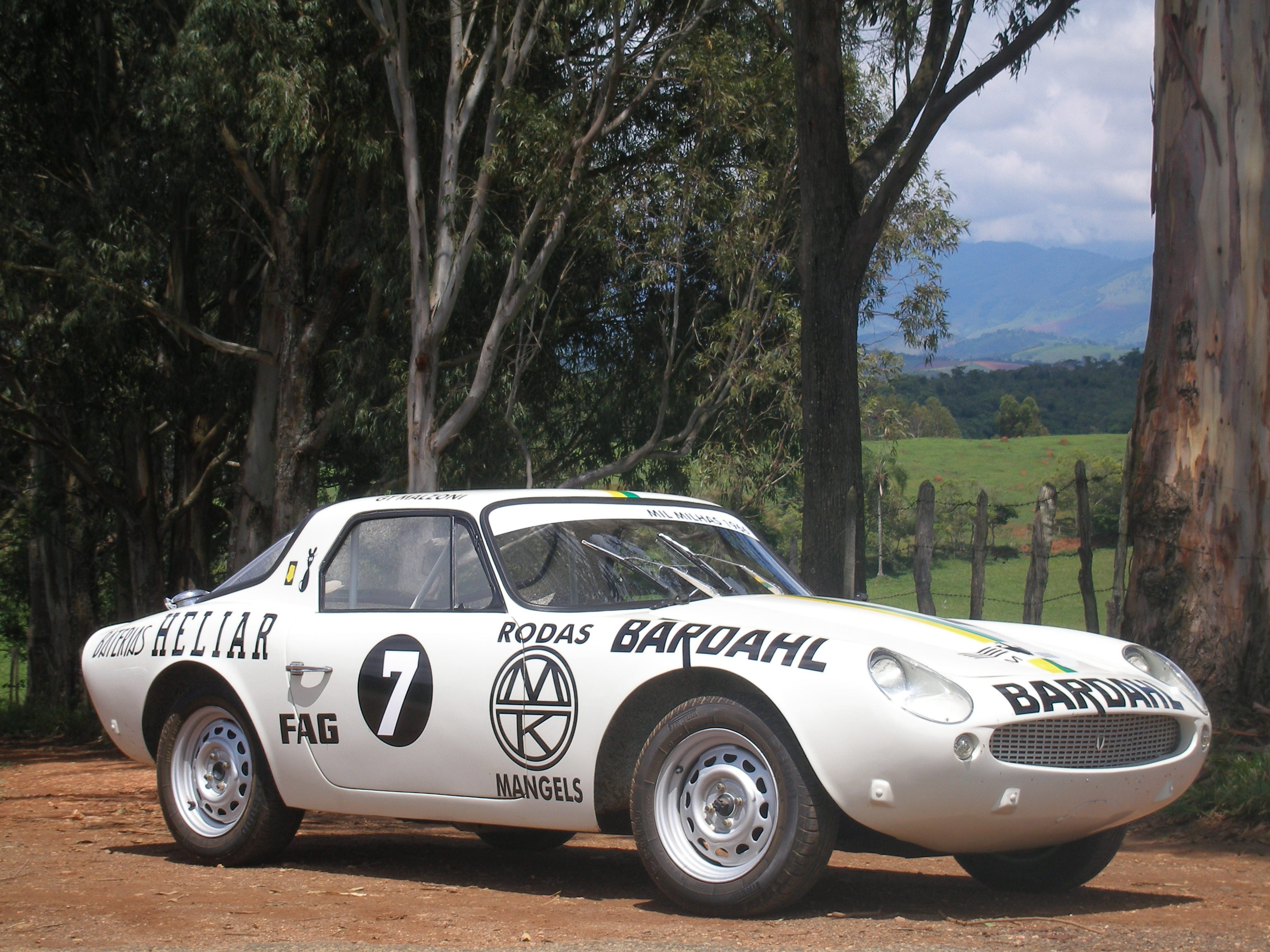
DKW GT Malzoni 1965

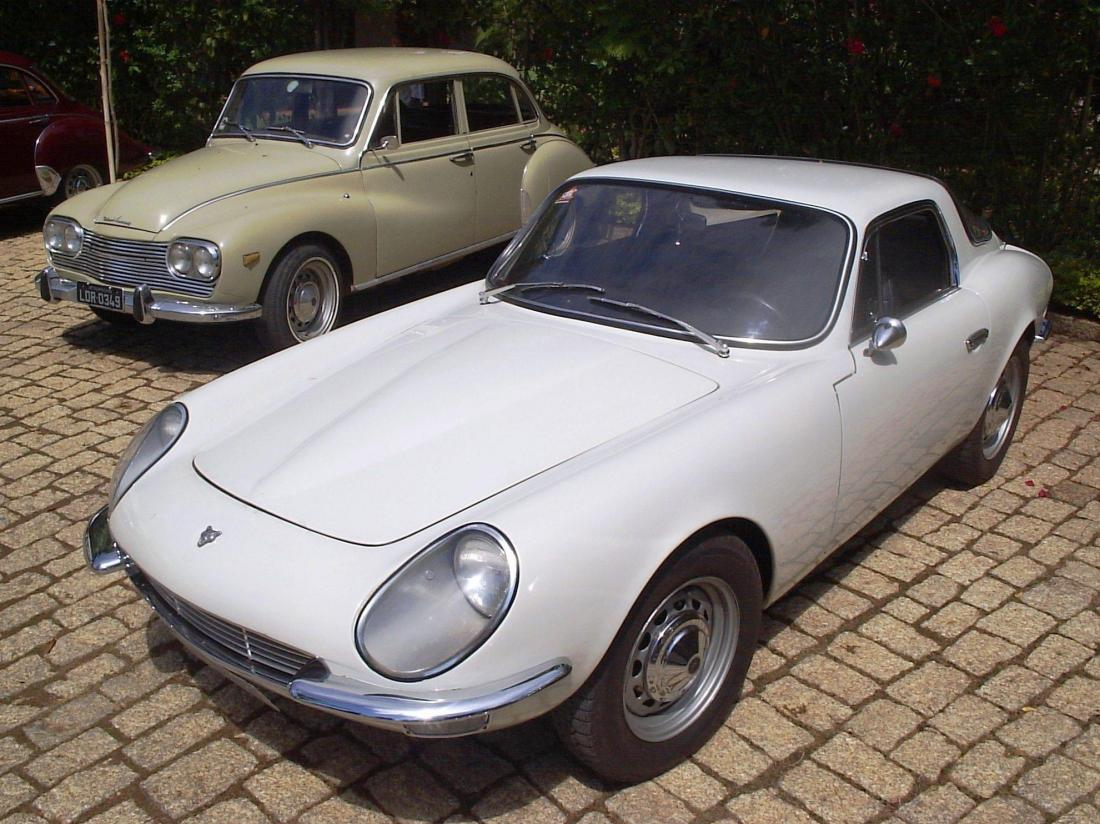
Puma GT. Das erste Puma-Modell, auf DKW-Basis

In den 1950er- und 1960er-Jahren versuchte Brasilien intensiv, den Anschluss an die westlichen Industrienationen zu gewinnen. Sichtbarer Ausdruck dafür war, neben der Errichtung der damals hochmodernen Hauptstadt Brasília, der Aufbau einer nationalen Automobilindustrie. Um dieses Ziel zu erreichen, wurden Kooperationen mit großen Automobilherstellern eingegangen, unter anderem mit Volkswagen. Parallel dazu wurden zur Förderung heimischer Produktionsstätten hohe Importzölle auf fertig produzierte Automobile erhoben. Dies führte zum einen dazu, dass Unternehmen wie Volkswagen oder General Motors ihre Produktionskapazitäten in Brasilien ausbauten, gleichzeitig aber lediglich die üblichen „Brot-und-Butter-Autos“ im Programm standen. Elegante, meist zweisitzige Sportwagen, die zu jener Zeit groß in Mode waren, kamen dadurch kaum auf den brasilianischen Markt.
Der Hobby-Rennfahrer und Rechtsanwalt Genaro (Rino) Malzoni aus Matão (São Paulo) begann 1964 für den Einsatz auf der Rennstrecke seinen eigenen Wettbewerbswagen bei Automóveis Lumimari zu bauen. Basis war die Technik des „DKW 3=6“ mit Zweitaktmotor und dem DKW-typischen Frontantrieb. Nach drei Prototypen war die endgültige Form für den GT Malzoni gefunden. 1967 erschien das Nachfolgemodell, der „DKW Puma GT“, vom neuen Unternehmen Puma Veículos e Motores Ltda. aus São Paulo. Das Fahrzeug bestand aus einem Zentralrohrrahmen und einer GFK-Karosserie, eine Bauart, die seit der Einführung der Corvette von Chevrolet (1953) vor allem bei Kleinserienherstellern immer beliebter wurde. Aus der ursprünglich geplanten Homologationsserie entwickelte sich dank starker Nachfrage bereits im zweiten Produktionsjahr eine kleine Serienfertigung. 121 produzierte Sportwagen im Jahr 1967 waren ein erster Höhepunkt. Eine andere Quelle nennt 135 Fahrzeuge auf DKW-Basis für 1967.
1967 brachte jedoch auch einen grundlegenden Einschnitt in der technischen Ausführung: Die Marke DKW erlebte einen langen Abstieg. Erst war die Marke noch in Händen von Daimler-Benz und wurde im Jahr 1964 an Volkswagen verkauft. Danach gab es bei DKW keine weiteren technischen Entwicklungen mehr. 1968 wurde die DKW-Produktion in Brasilien eingestellt. Für den Firmengründer Rino Malzoni war es naheliegend, mit dem neuen Eigner von DKW in Verhandlungen zu treten. Auf leichten Druck der Regierung konnte eine Vereinbarung mit Volkswagen getroffen werden.

## Puma auf VW-Basis

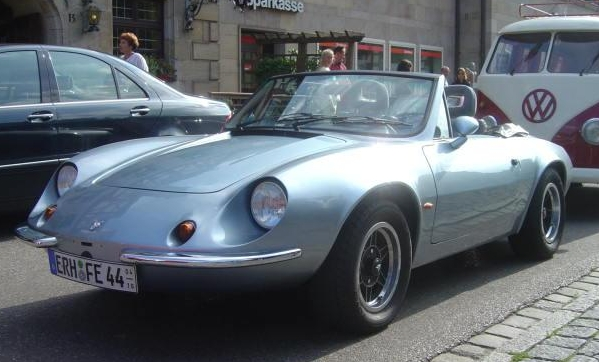
Puma Cabriolet auf VW-Basis

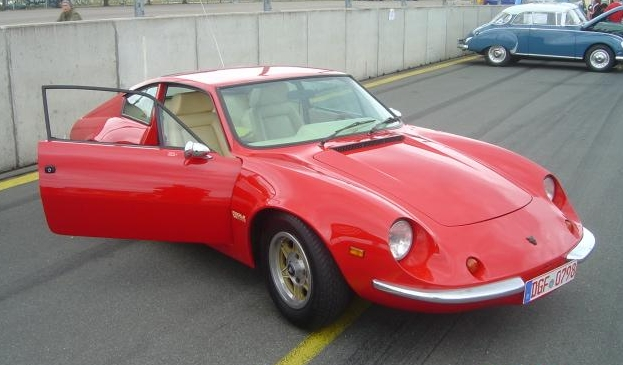
Puma Coupé auf VW-Basis

Diese Entscheidung brachte für die junge Marke Puma auf den ersten Blick deutlichere Sportwagenattribute: Die wesentlichste Veränderung war der Wechsel vom DKW-typischen Front- zum sportlichen Hinterradantrieb. Motorseitig kam nun ein Vierzylinder-Viertaktmotor zum Einsatz anstatt des bisherigen (tatsächlich aber nicht unsportlichen) Dreizylinder-Zweitaktmotors von DKW. Die Basis lieferte anfangs der VW Karmann Ghia, der auch in Brasilien erhältlich war. Nachdem die Produktion des Karmann Ghia 1974 eingestellt worden war, lieferte Volkswagen do Brasil Bodengruppen des VW Brasília nach São Paulo.
Der VW Puma GT wurde anfangs mit 1,5-Liter-Motor ausgeliefert. Im Laufe des Jahres 1970 erhielt der Puma den Boxermotor mit 1600 cm³ Hubraum. Für kurze Zeit war auch ein Puma GT 1800S verfügbar.
Im Jahre 1969 entstand ein 2+2-sitziges Coupé unter der Typenbezeichnung GT 4R. Der Puma GT 4R wurde in einer Gesamtauflage von offiziell drei Einheiten gebaut und an die Teilnehmer eines Preisausschreibens der Autozeitschrift Quatro Rodas (deutsch: vier Räder) verlost. Ein Coupé wurde für den Firmengründer Rino Malzoni gebaut. Ein weiteres Exemplar ging an eine unbekannte Person. Der Prototyp dieser Fahrzeuge war aus Metall gefertigt und tauchte 2011 wieder auf. Zwischen 1971 und 1972 war der Puma GT Spider das erste Cabriolet im Angebot der Autobauer aus Brasilien. Von 1973 bis 1975 wurde das Cabriolet der zweiten Serie unter der Bezeichnung Puma GTS verkauft. 1975 kam das Cabriolet der zweiten Serie in der Variante B heraus. Sowohl das Cabriolet als auch das Coupé wurden ab diesem Zeitpunkt auf der Basis des nur in Brasilien erhältlichen VW Brasília aufgebaut.
Einen wesentlichen Schub für die Produktionszahlen erbrachte die ab 1970 aufgenommene Exporttätigkeit. Etliche Puma GTE (das E steht für „Export“) kamen als so genannte Kitcars in die USA, als Fertigfahrzeuge nach Kanada, Europa und Mittelamerika. Einige wenige Fahrzeuge erreichten auch Australien (1979) und den japanischen Markt (1981). Weltweit blieben Pumas jedoch Exoten. Die in die USA exportierten Fahrzeuge mussten aufgrund von US-Importbestimmungen in Teilen geliefert werden: Karosserie, Achsen, Motor und Räder durften nur als einzelne Baugruppen voneinander getrennt eingeführt werden. Viele Importeure ließen nur die Karosserien aus Brasilien kommen und komplettierten die Fahrzeuge mit VW- oder Fremdteilen vom US-Markt. Kurze Zeit konnten ganze Autos nach Amerika verkauft werden, bis 1981 neue Zulassungsbestimmungen dazu führten, dass bereits in Amerika eingetroffene Puma-Fahrzeuge wieder zurück nach Brasilien geschickt werden mussten.

## Puma mit GM-Technik

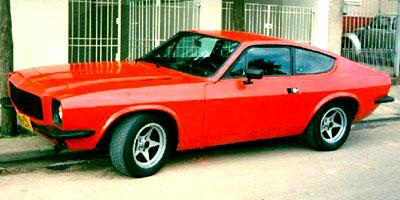
Puma GTB 1974 auf Basis des Chevrolet Opala

Neben der Volkswagen-Reihe wurde bereits 1970 mit der Entwicklung einer zweiten Modellreihe begonnen. Man entschied sich damals für ein zweites Standbein in Kooperation mit General Motors basierend auf dem Modell Chevrolet Opala mit Vier- oder Sechszylindermotor (2,5 bzw. 4,1 Liter Hubraum). Das Design des Puma GTO (Gran Turismo Omologato) stammte von Rino Malzoni und Britinho, einem Fahrzeugdesigner von Ford. Ausgeliefert wurden die Fahrzeuge ab 1973 mit einem 4,1-Liter-Motor von General Motors. Das Interieur der GTB-Modelle war im Vergleich zu den anderen Puma-Modellen ziemlich exklusiv mit Lederausstattung, elektrischen Fensterhebern und Klimaanlage. Im Gegensatz zu Volkswagen lieferte GM die Motoren ohne Motornummer. So wurde es möglich, dass Fahrgestellnummer und Motornummer bei den GM-basierten Puma-Modellen gleich sein konnten. Angeboten wurde der GTB zwischen 1973 und 1978.
Auf der Automobilausstellung von São Paulo 1978 wurde die Zweitauflage des GTB, genannt GTB S2, erstmals der Öffentlichkeit vorgestellt. Im Vergleich zum GTB ist die Wagenfront der GTB S2 flacher gestaltet. Er erhielt Doppelscheinwerfer und neue Rücklichter und die Blinkergläser waren in der Stoßstange integriert. Bei der Ausstattung setzte man auf Komfort und modernste Technik. Dazu gehörten Servolenkung, eine Klimaanlage, viel Leder und versenkbare Sicherheitsgurte. Angeboten wurde der GTB S2 zwischen 1979 und 1984.
Zwischen 1974 und 1980 verzeichnete der Autobauer die höchsten Produktionszahlen der gesamten Markengeschichte. Danach folgte jedoch der Niedergang. Brasiliens Wirtschaft hatte den Wettlauf mit den Industrienationen verloren und fiel in eine lang anhaltende Krise. Gleichzeitig wurden die Importbestimmungen gelockert und öffneten den Markt für preiswerte und technisch ausgereifte Sportwagen vor allem aus Japan. Diesem Druck konnte die Puma Indústria de Veículos S.A. auf Dauer nicht standhalten. Die Produktionszahlen sanken binnen fünf Jahren von über 3000 Stück auf unter 100 Fahrzeuge im Jahr 1984. Die Firma wurde verkauft. Araucária S.A. Indústria de Veículos wurde 1987 von Niveo de Lima aufgekauft und firmierte als Alfa Metais. Unter seiner Regie kamen der AM1 (Coupé) und der AM2 (Cabrio) auf den Markt. Der Nachfolger des Puma GTB wurde der AMV 4.1. Nach einem Facelifting bei den Sportwagen war 1993 das Ende dieser Sparte besiegelt. Danach wurden keine Pumas mehr gefertigt. 1995 erwarb Ford die Markenrechte am Namen Puma für Europa. Die Markenrechte an Puma für den amerikanischen Kontinent liegen noch immer bei der Familie de Lima.

## Puma-Konstruktionsdaten am Beispiel des GT 1600 (1970)

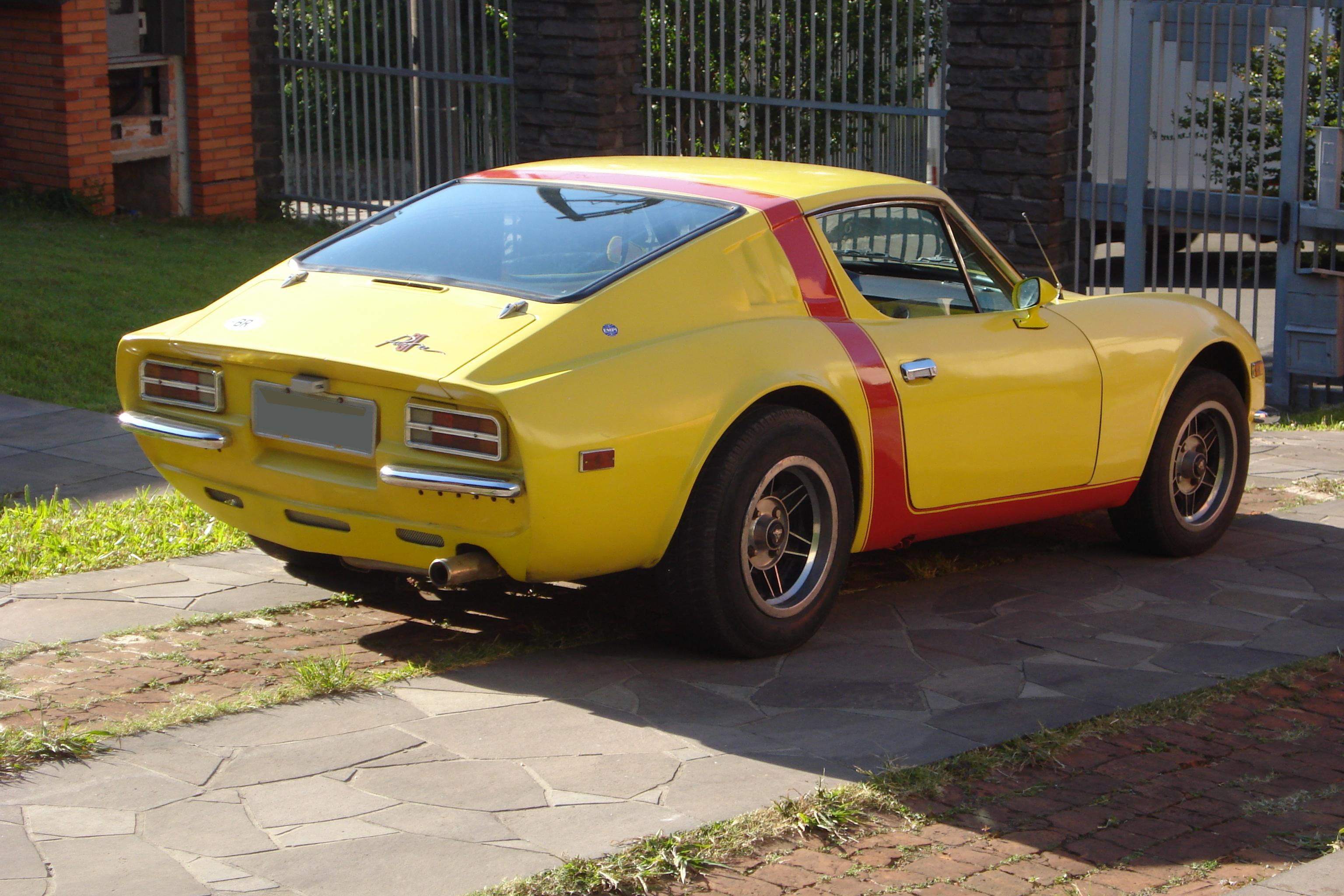
Puma GTE 1970 auf der Basis des VW Karmann Ghia

Der Puma GT 1600 war ein Coupé mit Zentralrohrrahmen und der um 27 cm gekürzten Bodengruppe des VW Karmann Ghia Typ 14. Angetrieben wurde er vom luftgekühlten 1600-cm³-Vierzylinder-Boxermotor von Volkswagen. Der Motor hatte exakt 1584 cm³ Hubraum (Bohrung 85,5 mm, Hub 69 mm) und entwickelte 70 SAE-PS (40 kW/54 PS) bei 4200/min. Er hatte hängende Ventile, eine zentrale Nockenwelle, Leichtmetall-Zylinderköpfe und -Zylinderblock sowie eine vierfach gelagerte Kurbelwelle. Bestückt war er mit einem Fallstromvergaser alternativ von Solex oder Brosol, einem brasilianischen Vergaserbauer, der den klassischen Solex-Vergaser zum Vorbild hatte. Der heckgetriebene Sportwagen hatte ein Viergang-Vollsynchrongetriebe mit Hypoid-Achsantrieb. Der Zentralrohrrahmen war hinten gegabelt mit der Plattform des Karmann Ghia als Aufbauboden. Vorn hatte er Doppelkurbellenker mit quer liegenden Drehstabfedern, hinten Einzelradaufhängung mit Pendelachse, Längslenkern und quer liegenden Drehstabfedern. An der Vorderachse verzögerten Scheibenbremsen mit einem Durchmesser von 27,8 cm, hinten Trommelbremsen.
Der Radstand wurde mit 2150 mm angegeben, Spur 1315/1310 mm, Bodenfreiheit 170 mm, Länge 3960 mm sowie Breite 1580 mm, Höhe 1160 mm. Als Höchstgeschwindigkeit wurden 160 km/h genannt, bei einem Leistungsgewicht von 9,7 kg/PS, der Durchschnittsverbrauch betrug nach DIN 7,7 Liter auf 100 km.

## Nutzfahrzeuge

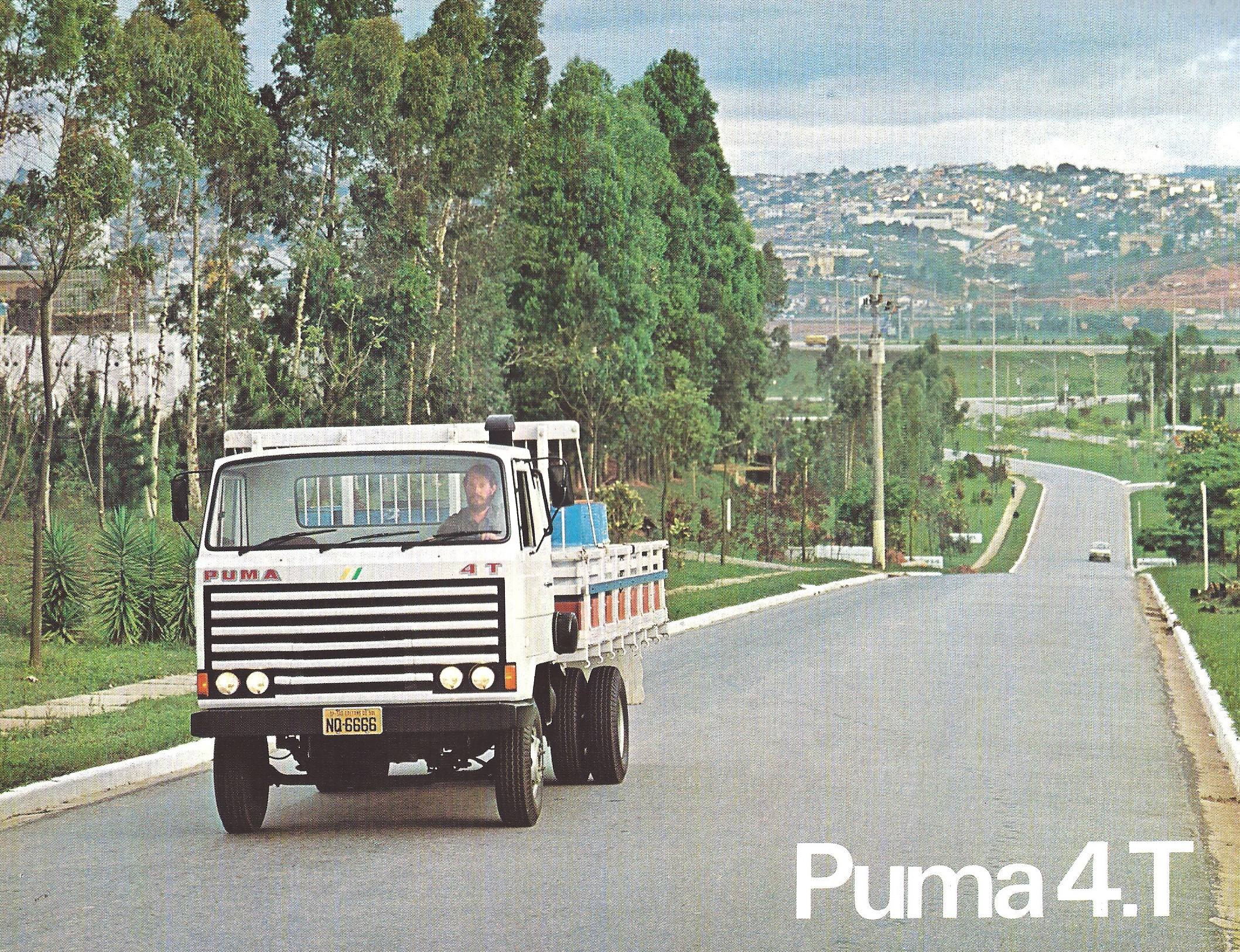
Puma 4.T

Bis 1999 stellte das Unternehmen auch Nutzfahrzeuge her.

## Produktionszahlen
| Jahr | Stückzahl | Fahrzeugtypen              |
| ---- | --------- | -------------------------- |
| 1967 | 121       | GT DKW                     |
| 1968 | 151       | GT VW                      |
| 1969 | 272       | GT VW                      |
| 1970 | 202       | GTE VW                     |
| 1971 | 323       | GTE VW und GTS (Cabriolet) |
| 1972 | 484       |                            |
| 1973 | 771       | GTE/GTS und GTB            |
| 1974 | 1137      |                            |
| 1975 | 1583      |                            |
| 1976 | 1911      |                            |

| Jahr      | Stückzahl | Fahrzeugtypen                   |
| --------- | --------- | ------------------------------- |
| 1977      | 2898      |                                 |
| 1978      | 3390      |                                 |
| 1979      | 3595      |                                 |
| 1980      | 3042      | GTI und GTC                     |
| 1981      | 929       |                                 |
| 1982      | 471       |                                 |
| 1983      | 146       |                                 |
| 1984      | 33        |                                 |
| 1985      | 10        | Ende der Fertigung in São Paulo |
| 1986/1987 | 15        | Araucária Veículos              |
| 1987–1993 | 200       | Alfa Metais                     |

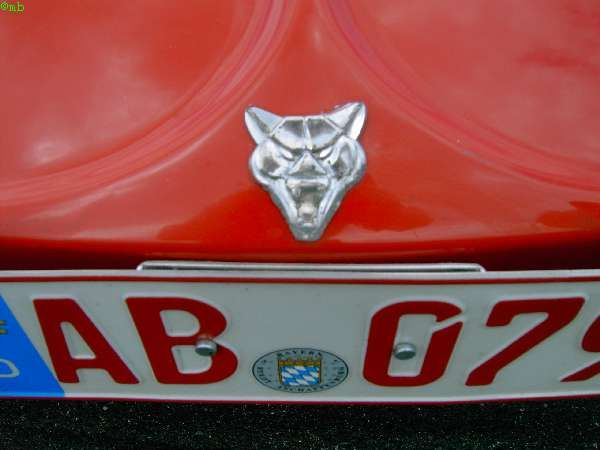
Puma-Emblem auf einem VW-Puma

Eine andere Quelle nennt 135 Fahrzeuge für 1967. Für 1974 ist auch die Zahl 1139 überliefert, und für 1979 3609 Fahrzeuge (inklusive 179 Lastkraftwagen).